# Gobiocypris rarus
Gobiocypris rarus är en fiskart som beskrevs av Ye och Fu, 1983. Gobiocypris rarus ingår i släktet Gobiocypris och familjen karpfiskar. Inga underarter finns listade i Catalogue of Life.